# Joris (voornaam)
Joris is een Nederlandse jongensnaam, oorspronkelijk een afleiding van de naam Gregorius, maar tegenwoordig als afleiding van George (Georgius) beschouwd. Het informele Nederlandse Sjors is een verbastering van de Franse naam Georges. De in Friesland populaire naam Jarich is eveneens afgeleid van Georgius. 

## Naamdragers
- Joris, heilige
- Joris Andringa (militair)
- Joris Baart (handballer)
- Joris Backer (politicus)
- Joris Baers (geestelijke)
- Joris Baudoin (kunstenaar)
- Joris Bengevoord (politicus)
- Joris van den Berg (cellist)
- Joris van den Bergh (journalist)
- Joris Berckmans (schijver)
- Joris De Boer (wielrenner)
- Joris Borghouts (egyptoloog)
- Joris Braderic (burgemeester)
- Joris van Bracle (burgemeester)
- Joris van Brederode (burgemeester)
- Joris Brenninkmeijer (schaker)

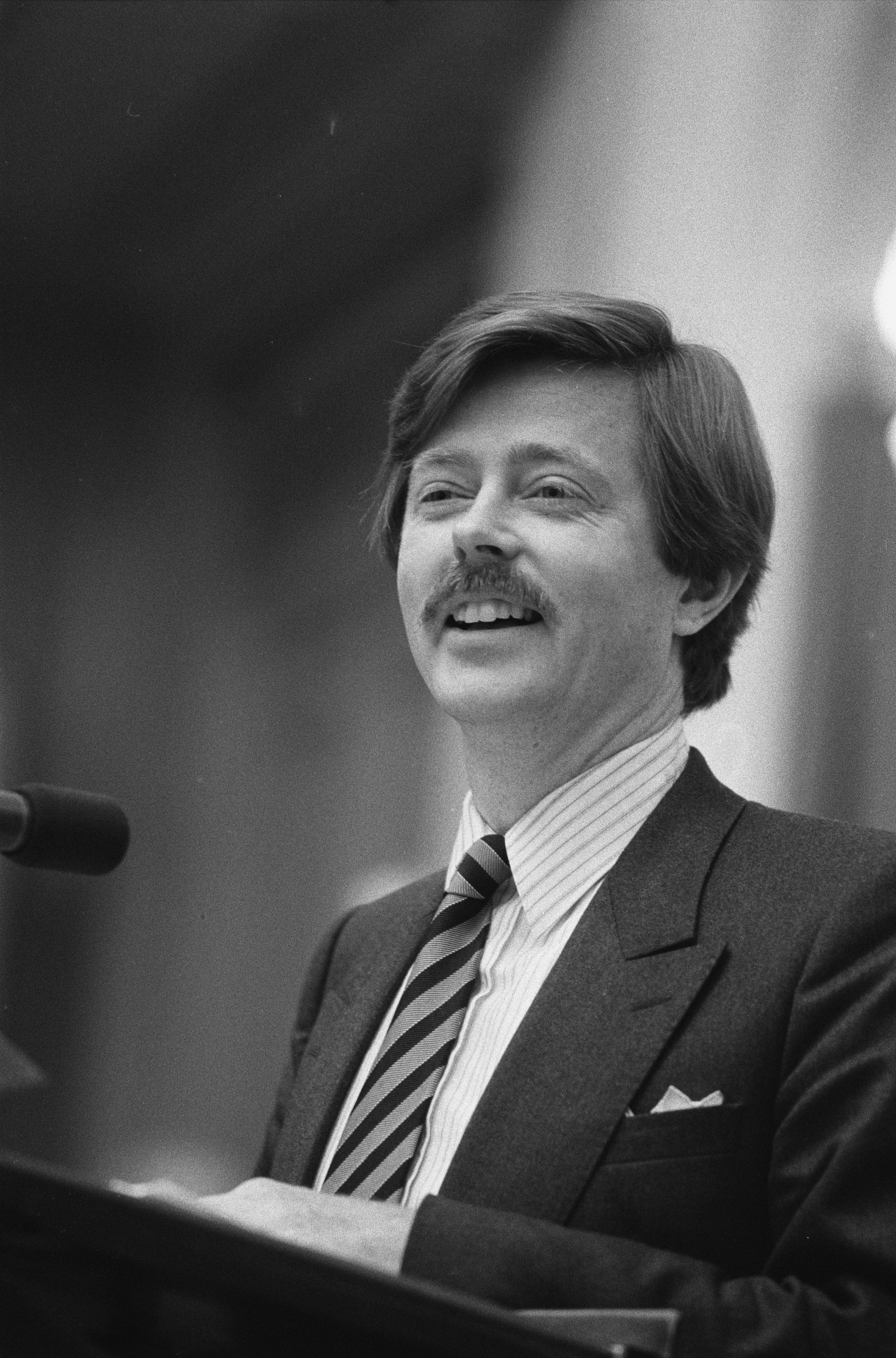
Politicus Joris Voorhoeve in 1986

- Joris Pieters van den Broeck (zeevaarder)
- Joris Brys (journalist)
- Joris Buysschaert (geestelijke)
- Joris Bijdendijk (chef-kok)
- Joris Cassander (humanist)
- Joris Casselman (hoogleraar)
- Joris van Cats (schout-bij-nacht)
- Joris Chotard (voetballer)
- Joris Collet (hoorspelacteur)
- Joris Debeij (filmmaker)
- Joris d'Hanswyck (schrijver)
- Joris De Jaeger (geestelijke)
- Joris De Jonghe (kanunnik)
- Joris De Leeuw (militair)
- Joris De Loore (tennisser)
- Joris Delle (voetballer)
- Joris Demmink (topambtenaar)
- Joris Denaux (onderwijzer)
- Joris Denoo (schrijver)
- Joris De Vos (politicus)
- Joris De Vriendt (politicus)
- Joris Diels (acteur)
- Joris Driepinter (fictief)
- Joris Dumery (klokgieter)
- Joris Eeckhout (geestelijke)
- Joris van Eijnatten (historicus)
- Joris Geens (trampolinespringer)
- Joris Gerits (schrijver)
- Joris Goedbloed (fictief)
- Joris Gillé (handballer)
- Joris Gnagnon (voetballer)
- Joris van der Haagen (schilder)
- Joris Haeck (atleet)
- Joris van Halewijn (edelman)
- Joris Hardy (politicus)
- Joris Helleputte (politicus)
- Joris Hendrickx (motorcrosser)
- Joris Herst (schilder)
- Joris Hessels (acteur)
- Joris Hindryckx (politicus)
- Joris Hoefnagel (schilder)
- Joris van Horne (edelman)
- Joris Huysentruyt (politicus)
- Joris Iven (schrijver)
- Joris Ivens (filmer)
- Joris Janssen (voetballer)
- Joris Kayembe (voetballer)
- Joris Keizer (zwemmer)
- Joris van de Kerkhof (radioverslaggever)
- Joris Kooiman (journalist)
- Joris Kramer (voetballer)
- Joris Laarman (kunstenaar)
- Joris van Lankveld (bridger)
- Joris Lannoo (uitgever)
- Joris Lannoy (geestelijke)
- Joris Lenaerts (radiopresentator)
- Joris Linssen (tv-maker)
- Joris Lippens (musicus)
- Joris Loefs (roeier)
- Joris Lutz (acteur)
- Joris Luyendijk (schrijver)
- Joris Marseille (tv-presentator)
- Joris Marveaux (voetballer)
- Joris Mathijsen (voetballer)
- Joris Mees (opzichter van het Lakenweversgilde)
- Joris Minne (kunstenaar)
- Joris Moens (schrijver)
- Joris Nachtergaele (politicus)
- Joris Nieuwenhuis (wielrenner)
- Joris Note (schrijver)
- Joris van Oostenrijk (bisschop)
- Joris Ouwerkerk (snowboarder)
- Joris van Overeem (voetballer)
- Joris van der Paele (kanunnik)
- Joris Peters (chef-kok)
- Joris P.K. (fictief)
- Joris Ponse (schilder en dichter)
- Joris Potvlieghe (klavichord- en orgelbouwer)
- Joris Poschet (politicus)
- Joris Putman (acteur)
- Joris Pijs (roeier)
- Joris Rasenberg (musicus)
- Joris van Retersbeek (edelman)
- Joris Roelofs (musicus)
- Joris van Rooijen (voetballer)
- Joris Van Rossem (zanger)
- Joris van Rijn (violist)
- Joris van de Sande (acteur)
- Joris Schouten (politicus)
- Joris van Schooten (schilder)
- Joris van Severen (politicus)
- Joris Six (geestelijke)
- Joris Smit (acteur)
- Joris van Spilbergen (zeevaarder)
- Joris van Soerland (badmintonner)
- Joris Teepe (musicus)
- Joris van Themseke (schout)
- Joris Thijssen (politicus)
- Joris Tjebbes (zwemmer)
- Joris Trooster (roeier)
- Joris Van Dael (acteur)
- Joris Van den Brande (acteur)
- Joris Valckenier (fictief)
- Joris Vandenbroucke (politicus)
- Joris Van den Eynde (acteur)
- Joris van der Matte (burgemeester)
- Joris Vanhaelewyn (pedagoog)
- Joris Van Hout (voetballer)
- Joris Van Hauthem (politicus)
- Joris Vanspringel (ruiter)
- Joris Vansteenland (politicus)
- Joris in 't Veld (politicus)
- Joris Vercammen (geestelijke)
- Joris Verdin (organist)
- Joris August Verdonkschot (kunstenaar)
- Joris Verhaegen (politicus)
- Joris Vermassen (striptekenaar-cartoonist en beeldend kunstenaar)
- Joris Vezelaer (goudsmit)
- Joris Voest (voetballer)
- Joris Voorhoeve (politicus)
- Joris Voorn (dj)
- Joris Vriamont (schrijver)
- Joris Wijsmuller (politicus)
- Joris Frederik Ziesel (schilder)